# Eliminatórias da Copa do Mundo FIFA de 2014 - África (segunda fase)
Resultados das partidas da segunda fase das eliminatórias africanas para a Copa do Mundo FIFA de 2014.
Essa fase foi disputada pelas 28 seleções do continente melhores posicionadas no ranking da FIFA de julho de 2011, mais as 12 seleções classificadas da primeira fase. As seleções foram divididas em 10 grupos de quatro seleções cada, de acordo com o sorteio preliminar realizado no Rio de Janeiro, Brasil, em 30 de julho de 2011. Os vencedores de cada grupo avançaram para a terceira fase.

## Grupos
| Grupo A                                                          | Grupo B                                                | Grupo C                                          | Grupo D                              | Grupo E                                  |
| ---------------------------------------------------------------- | ------------------------------------------------------ | ------------------------------------------------ | ------------------------------------ | ---------------------------------------- |
| - África do Sul - Botsuana - República Centro-Africana - Etiópia | - Tunísia - Cabo Verde - Serra Leoa - Guiné Equatorial | - Costa do Marfim - Marrocos - Gâmbia - Tanzânia | - Gana - Zâmbia - Sudão - Lesoto     | - Burquina Fasso - Gabão - Níger - Congo |
| Grupo F                                                          | Grupo G                                                | Grupo H                                          | Grupo I                              | Grupo J                                  |
| - Nigéria - Malawi - Quénia - Namíbia                            | - Egito - Guiné - Zimbabwe - Moçambique                | - Argélia - Mali - Benim - Ruanda                | - Camarões - Líbia - Togo - RD Congo | - Senegal - Uganda - Angola - Libéria    |

## Resultados

### Grupo A
| Seleção                   | Pts | J | V | E | D | GP | GC | SG |
| ------------------------- | --- | - | - | - | - | -- | -- | -- |
| Etiópia                   | 13  | 6 | 4 | 1 | 1 | 8  | 6  | +2 |
| África do Sul             | 11  | 6 | 3 | 2 | 1 | 12 | 5  | +7 |
| Botsuana                  | 7   | 6 | 2 | 1 | 3 | 8  | 10 | –2 |
| República Centro-Africana | 3   | 6 | 1 | 0 | 5 | 5  | 12 | –7 |

| 2 de junho de 2012 | República Centro-Africana | 2 – 0     | Botsuana | Estádio Barthelemy Boganda, Bangui           |
| 15:00 (UTC+1)      | Kéthévoama 19', 49'       | Relatório |          | Público: 20 000 Árbitro: SEY Bernard Camille |

| 3 de junho de 2012 | África do Sul | 1 – 1     | Etiópia  | Estádio Royal Bafokeng, Rustemburgo              |
| 15:00 (UTC+2)      | Mphela 77'    | Relatório | Said 28' | Público: 13 611 Árbitro: MAD Hamada Nampiandraza |

| 9 de junho de 2012 | Botsuana | 1 – 1     | África do Sul | Estádio da Universidade de Botsuana, Gaborone |
| 15:00 (UTC+2)      | Nato 38' | Relatório | Gould 14'     | Público: 7 500 Árbitro: MLI Mahamadou Keita   |

| 10 de junho de 2012 | Etiópia       | 2 – 0     | República Centro-Africana | Estádio de Adis Abeba, Adis Abeba            |
| 16:00 (UTC+3)       | Said 36', 88' | Relatório |                           | Público: 25 000 Árbitro: MWI Anthony Raphael |

| 23 de março de 2013 | África do Sul            | 2 – 0     | República Centro-Africana | Estádio da Cidade do Cabo, Cidade do Cabo |
| 20:15 (UTC+2)       | Matlaba 33' · Parker 71' | Relatório |                           | Público: 36 740 Árbitro: UGA Ali Kalyango |

| 24 de março de 2013 | Etiópia    | 1 – 0     | Botsuana | Estádio de Adis Abeba, Adis Abeba           |
| 16:00 (UTC+3)       | Kebede 89' | Relatório |          | Público: 22 000 Árbitro: MAR Rédouane Jiyed |

| 8 de junho de 2013 | Botsuana    | 3 – 0[a]  | Etiópia               | Estádio Lobatse, Lobatse                |
| 15:00 (UTC+2)      | Sembowa 76' | Relatório | Kebede 34' · Said 45' | Público: 5 000 Árbitro: UGA Denis Batte |

| 8 de junho de 2013 | República Centro-Africana | 0 – 3     | África do Sul                             | Estádio Ahmadou Ahidjo, Yaoundé, Camarões[b] |
| 15:00 (UTC+1)      |                           | Relatório | Parker 26' · Tshabalala 41' · Mashego 90' | Público: 7 000 Árbitro: GHA William Agbovi   |

| 15 de junho de 2013 | Botsuana                                       | 3 – 2     | República Centro-Africana  | Estádio Lobatse, Lobatse                     |
| 15:00 (UTC+2)       | Ramatlhakwane 37' (pen) · Ngele 74' · Nato 86' | Relatório | Zimbori-Auzingoni 29', 50' | Público: 2 500 Árbitro: BFA Juste Ephrem Zio |

| 16 de junho de 2013 | Etiópia                        | 2 – 1     | África do Sul | Estádio de Adis Abeba, Adis Abeba           |
| 16:00 (UTC+3)       | Kebede 43' · Parker 70' (g.c.) | Relatório | Parker 34'    | Público: 22 000 Árbitro: EGY Mohamed Farouk |

| 7 de setembro de 2013 | África do Sul                                    | 4 – 1     | Botsuana          | Estádio Moses Mabhida, Durban              |
| 15:30 (UTC+2)         | Erasmus 28' · Furman 45' · Parker 84', 89' (pen) | Relatório | Ramatlhakwane 72' | Público: 28 712 Árbitro: SEN Badara Diatta |

| 7 de setembro de 2013 | República Centro-Africana | 1 – 2     | Etiópia                | Stade Alphonse Massemba-Débat, Brazzaville, Congo[b] |
| 14:30 (UTC+1)         | Kéïta 22'                 | Relatório | Said 48' · Teshome 61' | Público: 1 500 Árbitro: ALG Mohamed Benouza          |

### Grupo B
| Seleção          | Pts | J | V | E | D | GP | GC | SG |
| ---------------- | --- | - | - | - | - | -- | -- | -- |
| Tunísia          | 14  | 6 | 4 | 2 | 0 | 13 | 6  | +7 |
| Cabo Verde       | 9   | 6 | 3 | 0 | 3 | 9  | 7  | +2 |
| Serra Leoa       | 8   | 6 | 2 | 2 | 2 | 10 | 10 | 0  |
| Guiné Equatorial | 2   | 6 | 0 | 2 | 4 | 6  | 15 | –9 |

| 2 de junho de 2012 | Serra Leoa               | 2 – 1     | Cabo Verde         | Estádio Nacional, Freetown                  |
| 16:30 (UTC+0)      | M. Kamara 11' · Suma 26' | Relatório | Marco Soares 90+3' | Público: 25 000 Árbitro: GHA William Agbovi |

| 2 de junho de 2012 | Tunísia                      | 3 – 1     | Guiné Equatorial | Stade Mustapha Ben Jannet, Monastir     |
| 18:00 (UTC+1)      | Jemâa 51' · Hammami 56', 86' | Relatório | Randy 34'        | Público: 10 000 Árbitro: ALG Mehdi Abid |

| 9 de junho de 2012 | Guiné Equatorial | 2 – 2     | Serra Leoa                  | Novo Estádio de Malabo, Malabo           |
| 18:00 (UTC+1)      | Juvenal 14', 40' | Relatório | Barlay 22' · T. Bangura 25' | Público: 4 000 Árbitro: CHA Adam Cordier |

| 9 de junho de 2012 | Cabo Verde | 1 – 2     | Tunísia                 | Estádio da Várzea, Praia                   |
| 16:30 (UTC-1)      | Odaïr 26'  | Relatório | Khelifa 14' · Jemâa 46' | Público: 3 600 Árbitro: MAR Rédouane Jiyed |

| 23 de março de 2013 | Tunísia                  | 2 – 1     | Serra Leoa    | Estádio Olímpico de Radès, Radès                  |
| 19:10 (UTC+1)       | Darragi 57' · Khazri 72' | Relatório | A. Kamara 74' | Público: 10 000 Árbitro: CMR Mal Souley Mohamadou |

| 24 de março de 2013 | Guiné Equatorial                     | 0 – 3[c]  | Cabo Verde                    | Novo Estádio de Malabo, Malabo              |
| 17:00 (UTC+1)       | Nsue 3', 16' (pen), 78' · Rincón 87' | Relatório | Djaniny 5', 84' · Platini 18' | Público: 8 000 Árbitro: MLI Mahamadou Keita |

| 8 de junho de 2013 | Serra Leoa               | 2 – 2     | Tunísia                             | Estádio Nacional, Freetown                      |
| 16:30 (UTC+0)      | K. Kamara 38' · Suma 70' | Relatório | Darragi 55' (pen) · Ben Youssef 89' | Público: 20 000 Árbitro: GAB Eric Otogo-Castane |

| 8 de junho de 2013 | Cabo Verde                | 3 – 0[c]  | Guiné Equatorial | Estádio da Várzea, Praia                               |
| 16:30 (UTC-1)      | Babanco 17' · Djaniny 52' | Relatório | Obina 54'        | Público: 3 500 Árbitro: ANG Hélder Martins de Carvalho |

| 15 de junho de 2013 | Cabo Verde | 1 – 0     | Serra Leoa | Estádio da Várzea, Praia                    |
| 16:30 (UTC-1)       | Nhuck 13'  | Relatório |            | Público: 3 500 Árbitro: MWI Anthony Raphael |

| 16 de junho de 2013 | Guiné Equatorial  | 1 – 1     | Tunísia           | Novo Estádio de Malabo, Malabo              |
| 17:00 (UTC+1)       | Juvenal 36' (pen) | Relatório | Darragi 64' (pen) | Público: 8 000 Árbitro: SEY Bernard Camille |

| 7 de setembro de 2013 | Serra Leoa                                          | 3 – 2     | Guiné Equatorial           | Estádio Nacional, Freetown                   |
| 16:30 (UTC+0)         | M. Bangura 20' · Kargbo 38' (pen) · A. Kamara 68' · | Relatório | Bermúdez 85' · Juvenal 88' | Público: 3 000 Árbitro: SDN El Fadil Mohamed |

| 7 de setembro de 2013 | Tunísia | 3 – 0[d]  | Cabo Verde              | Estádio Olímpico de Radès, Radès           |
| 19:45 (UTC+1)         |         | Relatório | Platini 28' · Nhuck 42' | Público: 9 000 Árbitro: GAM Bakary Gassama |

### Grupo C
| Seleção         | Pts | J | V | E | D | GP | GC | SG  |
| --------------- | --- | - | - | - | - | -- | -- | --- |
| Costa do Marfim | 14  | 6 | 4 | 2 | 0 | 15 | 5  | +10 |
| Marrocos        | 9   | 6 | 2 | 3 | 1 | 9  | 8  | +1  |
| Tanzânia        | 6   | 6 | 2 | 0 | 4 | 8  | 12 | –4  |
| Gâmbia          | 4   | 6 | 1 | 1 | 4 | 4  | 11 | –7  |

| 2 de junho de 2012 | Gâmbia     | 1 – 1     | Marrocos   | Independence Stadium, Bakau               |
| 16:30 (UTC+0)      | Jammeh 15' | Relatório | Kharja 76' | Público: 15 000 Árbitro: CMR Néant Alioum |

| 2 de junho de 2012 | Costa do Marfim        | 2 – 0     | Tanzânia | Stade Félix Houphouët-Boigny, Abidjã     |
| 17:00 (UTC+0)      | Kalou 10' · Drogba 71' | Relatório |          | Público: 15 000 Árbitro: TUN Slim Jedidi |

| 9 de junho de 2012 | Marrocos                     | 2 – 2     | Costa do Marfim         | Stade de Marrakech, Marrakech             |
| 21:00 (UTC+1)      | Kharja 42' · Abourazzouk 89' | Relatório | Kalou 8' · K. Touré 60' | Público: 36 000 Árbitro: EGY Gehad Grisha |

| 10 de junho de 2012 | Tanzânia                | 2 – 1     | Gâmbia       | Estádio Nacional Benjamin Mkapa, Dar es Salaam |
| 16:00 (UTC+3)       | Kapombe 61' · Nyoni 85' | Relatório | M. Ceesay 8' | Público: 20 000 Árbitro: ZIM Ruzive Ruzive     |

| 23 de março de 2013 | Costa do Marfim                           | 3 – 0     | Gâmbia | Stade Félix Houphouët-Boigny, Abidjã            |
| 17:00 (UTC+0)       | Bony 51' (pen) · Y. Touré 57' · Kalou 70' | Relatório |        | Público: 20 000 Árbitro: GAB Eric Otogo-Castane |

| 24 de março de 2013 | Tanzânia                        | 3 – 1     | Marrocos       | Estádio Nacional Benjamin Mkapa, Dar es Salaam          |
| 15:00 (UTC+3)       | Ulimwengu 46' · Samata 67', 79' | Relatório | El-Arabi 90+3' | Público: 40 000 Árbitro: ANG Hélder Martins de Carvalho |

| 8 de junho de 2013 | Gâmbia | 0 – 3     | Costa do Marfim                      | Independence Stadium, Bakau                |
| 16:30 (UTC+0)      |        | Relatório | Traoré 12' · Bony 61' · Y. Touré 89' | Público: 24 000 Árbitro: ZAM Janny Sikazwe |

| 8 de junho de 2013 | Marrocos                           | 2 – 1     | Tanzânia   | Stade de Marrakech, Marrakech               |
| 21:00 (UTC+1)      | Hamdallah 39' (pen) · El-Arabi 51' | Relatório | Kiemba 26' | Público: 15 000 Árbitro: RSA Daniel Bennett |

| 15 de junho de 2013 | Marrocos                  | 2 – 0     | Gâmbia | Stade de Marrakech, Marrakech                 |
| 21:00 (UTC+1)       | Barrada 3' · Belhanda 51' | Relatório |        | Público: 15 000 Árbitro: SDN El Fadil Mohamed |

| 16 de junho de 2013 | Tanzânia                  | 2 – 4     | Costa do Marfim                                   | Estádio Nacional Benjamin Mkapa, Dar es Salaam |
| 15:00 (UTC+3)       | Kiemba 2' · Ulimwengu 34' | Relatório | Traoré 13' · Y. Touré 23', 43' (pen) · Bony 90+3' | Público: 60 000 Árbitro: ALG Mehdi Abid        |

| 7 de setembro de 2013 | Gâmbia         | 2 – 0     | Tanzânia | Independence Stadium, Bakau                 |
| 16:30 (UTC+0)         | Jarju 44', 51' | Relatório |          | Público: 10 000 Árbitro: RWA Hudu Munyemana |

| 7 de setembro de 2013 | Costa do Marfim  | 1 – 1     | Marrocos     | Stade Félix Houphouët-Boigny, Abidjã         |
| 17:00 (UTC+0)         | Drogba 83' (pen) | Relatório | El-Arabi 52' | Público: 20 000 Árbitro: SEY Bernard Camille |

### Grupo D
| Seleção | Pts | J | V | E | D | GP | GC | SG  |
| ------- | --- | - | - | - | - | -- | -- | --- |
| Gana    | 15  | 6 | 5 | 0 | 1 | 18 | 3  | +15 |
| Zâmbia  | 11  | 6 | 3 | 2 | 1 | 11 | 4  | +7  |
| Lesoto  | 5   | 6 | 1 | 2 | 3 | 4  | 15 | –13 |
| Sudão   | 2   | 6 | 0 | 2 | 4 | 3  | 14 | –11 |

| 1 de junho de 2012 | Gana                                                                       | 7 – 0     | Lesoto | Estádio Baba Yara, Kumasi                  |
| 17:00 (UTC+0)      | Muntari 15' · Adiyiah 24', 49' · Ayew 45', 89' · Atsu 86' · Akaminko 90+1' | Relatório |        | Público: 38 000 Árbitro: SEN Badara Diatta |

| 2 de junho de 2012 | Sudão                  | 0 – 3[e]  | Zâmbia | Estádio de Cartum, Cartum                       |
| 20:00 (UTC+3)      | Tahir 50' · Masawi 73' | Relatório |        | Público: 18 000 Árbitro: GUI Aboubacar Bangoura |

| 9 de junho de 2012 | Zâmbia         | 1 – 0     | Gana | Novo Estádio de Ndola, Ndola           |
| 15:00 (UTC+2)      | C. Katongo 15' | Relatório |      | Público: 40 000 Árbitro: TUN Med Kordi |

| 10 de junho de 2012 | Lesoto | 0 – 0     | Sudão | Estádio Setsoto, Maseru                       |
| 15:00 (UTC+2)       |        | Relatório |       | Público: 4 000 Árbitro: NAM Rainhold Shikongo |

| 24 de março de 2013 | Lesoto     | 1 – 1     | Zâmbia      | Estádio Setsoto, Maseru                      |
| 15:00 (UTC+2)       | Marabe 88' | Relatório | Mbesuma 74' | Público: 15 000 Árbitro: SEN Malang Diedhiou |

| 24 de março de 2013 | Gana                                                  | 4 – 0     | Sudão | Estádio Baba Yara, Kumasi                    |
| 16:00 (UTC+0)       | Gyan 19' · Wakaso 38' · Waris 80' · Agyemang-Badu 83' | Relatório |       | Público: 38 000 Árbitro: MWI Anthony Raphael |

| 7 de junho de 2013 | Sudão              | 1 – 3     | Gana                        | Estádio de Merrikh, Ondurmã              |
| 20:00 (UTC+3)      | El Tahir 26' (pen) | Relatório | Gyan 20', 57' · Muntari 83' | Público: 3 211 Árbitro: SEN Ousmane Fall |

| 8 de junho de 2013 | Zâmbia                                          | 4 – 0     | Lesoto | Estádio Levy Mwanawasa, Ndola              |
| 15:00 (UTC+2)      | Mulenga 36', 63' · C. Katongo 61' · Mbesuma 83' | Relatório |        | Público: 36 000 Árbitro: MTN Ali Lemghaify |

| 15 de junho de 2013 | Zâmbia      | 1 – 1     | Sudão       | Estádio Levy Mwanawasa, Ndola                   |
| 15:00 (UTC+2)       | Mulenga 69' | Relatório | Ibrahim 70' | Público: 37 200 Árbitro: GAB Eric Otogo-Castane |

| 16 de junho de 2013 | Lesoto | 0 – 2     | Gana                | Estádio Setsoto, Maseru                        |
| 15:00 (UTC+2)       |        | Relatório | Boye 45' · Gyan 82' | Público: 1 961 Árbitro: BDI Thierry Nkurunziza |

| 6 de setembro de 2013 | Gana                    | 2 – 1     | Zâmbia      | Estádio Baba Yara, Kumasi                    |
| 16:00 (UTC+0)         | Waris 17' · Asamoah 60' | Relatório | Sinkala 71' | Público: 40 000 Árbitro: ALG Djamel Haimoudi |

| 8 de setembro de 2013 | Sudão       | 1 – 3     | Lesoto                                     | Estádio de Hilal, Ondurmã                   |
| 20:00 (UTC+3)         | Almadina 2' | Relatório | Seturumane 45' · Lekhoana 75' · Koetle 77' | Público: 5 000 Árbitro: KEN Sylvester Kirwa |

### Grupo E
| Seleção        | Pts | J | V | E | D | GP | GC | SG |
| -------------- | --- | - | - | - | - | -- | -- | -- |
| Burquina Fasso | 12  | 6 | 4 | 0 | 2 | 7  | 4  | +3 |
| Congo          | 11  | 6 | 3 | 2 | 1 | 7  | 3  | +4 |
| Gabão          | 7   | 6 | 2 | 1 | 3 | 5  | 6  | –1 |
| Níger          | 4   | 6 | 1 | 1 | 4 | 6  | 12 | –6 |

| 2 de junho de 2012 | Burquina Fasso | 0 – 3[f]  | Congo | Stade du 4-Août, Ouagadougou                    |
| 18:00 (UTC+0)      |                | Relatório |       | Público: 23 904 Árbitro: MAR Bouchaib El Ahrach |

| 3 de junho de 2012 | Níger | 3 – 0[g]  | Gabão | Estádio General Seyni Kountché, Niamey       |
| 16:00 (UTC+1)      |       | Relatório |       | Público: 20 000 Árbitro: ALG Djamel Haimoudi |

| 9 de junho de 2012 | Congo       | 1 – 0     | Níger | Stade Municipal, Pointe-Noire               |
| 15:30 (UTC+1)      | Malonga 89' | Relatório |       | Público: 10 500 Árbitro: RWA Hudu Munyemana |

| 9 de junho de 2012 | Gabão       | 1 – 0     | Burquina Fasso | Stade d'Angondjé, Libreville              |
| 15:30 (UTC+1)      | Ebanega 57' | Relatório |                | Público: 23 000 Árbitro: SEN Ousmane Fall |

| 23 de março de 2013 | Congo     | 1 – 0     | Gabão | Stade Municipal, Pointe-Noire               |
| 15:30 (UTC+1)       | Samba 61' | Relatório |       | Público: 13 000 Árbitro: GAM Bakary Gassama |

| 23 de março de 2013 | Burquina Fasso                                      | 4 – 0     | Níger | Stade du 4-Août, Ouagadougou                 |
| 18:00 (UTC+0)       | Pitroipa 3' · Bancé 34' · Kaboré 77' · Nakoulma 86' | Relatório |       | Público: 35 000 Árbitro: CIV Noumandiez Doué |

| 8 de junho de 2013 | Gabão | 0 – 0     | Congo | Stade de Franceville, Franceville         |
| 15:30 (UTC+1)      |       | Relatório |       | Público: 27 500 Árbitro: EGY Gehad Grisha |

| 9 de junho de 2013 | Níger | 0 – 1     | Burquina Fasso | Estádio General Seyni Kountché, Niamey      |
| 16:00 (UTC+1)      |       | Relatório | Pitroipa 80'   | Público: 18 000 Árbitro: ETH Tessema Bamlak |

| 15 de junho de 2013 | Congo | 0 – 1     | Burquina Fasso | Stade Municipal, Pointe-Noire                  |
| 15:30 (UTC+1)       |       | Relatório | Bancé 38'      | Público: 13 497 Árbitro: NAM Rainhold Shikongo |

| 15 de junho de 2013 | Gabão                                                             | 4 – 1     | Níger      | Stade de Franceville, Franceville            |
| 16:00 (UTC+1)       | Aubameyang 42' (pen), 87' (pen), 90+7' (pen) · Ecuele Manga 90+6' | Relatório | Seydou 14' | Público: 12 000 Árbitro: MOZ Samuel Chirinda |

| 7 de setembro de 2013 | Burquina Fasso | 1 – 0     | Gabão | Stade du 4-Août, Ouagadougou                         |
| 15:30 (UTC+0)         | Nakoulma 53'   | Relatório |       | Público: 30 000 Árbitro: MRI Rajindraparsad Seechurn |

| 7 de setembro de 2013 | Níger                   | 2 – 2     | Congo                    | Estádio General Seyni Kountché, Niamey       |
| 16:30 (UTC+1)         | Cissé 35' · Kamilou 60' | Relatório | N'Guessi 66' · Samba 76' | Público: 20 000 Árbitro: MLI Koman Coulibaly |

### Grupo F
| Seleção | Pts | J | V | E | D | GP | GC | SG |
| ------- | --- | - | - | - | - | -- | -- | -- |
| Nigéria | 12  | 6 | 3 | 3 | 0 | 7  | 3  | +4 |
| Malawi  | 7   | 6 | 1 | 4 | 1 | 4  | 5  | –1 |
| Quénia  | 6   | 6 | 1 | 3 | 2 | 4  | 5  | –1 |
| Namíbia | 5   | 6 | 1 | 2 | 3 | 2  | 4  | –2 |

| 2 de junho de 2012 | Quénia | 0 – 0     | Malawi | Moi International Sports Centre, Nairóbi        |
| 16:00 (UTC+3)      |        | Relatório |        | Público: 14 000 Árbitro: GAB Eric Otogo-Castane |

| 3 de junho de 2012 | Nigéria  | 1 – 0     | Namíbia | Estádio U. J. Esuene, Calabar             |
| 16:00 (UTC+1)      | Uche 80' | Relatório |         | Público: 10 000 Árbitro: SDN Khalid Abdel |

| 9 de junho de 2012 | Malawi         | 1 – 1     | Nigéria      | Estádio Kamuzu, Blantyre                             |
| 14:30 (UTC+2)      | J. Banda 90+3' | Relatório | Egwuekwe 89' | Público: 25 000 Árbitro: MRI Rajindraparsad Seechurn |

| 9 de junho de 2012 | Namíbia   | 1 – 0     | Quénia | Estádio Sam Nujoma, Windhoek              |
| 18:00 (UTC+1)      | Botes 75' | Relatório |        | Público: 12 000 Árbitro: BOT Joshua Bondo |

| 23 de março de 2013 | Nigéria      | 1 – 1     | Quénia     | Estádio U. J. Esuene, Calabar            |
| 16:00 (UTC+1)       | Oduamadi 88' | Relatório | Kahata 35' | Público: 7 475 Árbitro: BOT Joshua Bondo |

| 23 de março de 2013 | Namíbia | 0 – 1     | Malawi     | Estádio Sam Nujoma, Windhoek               |
| 17:00 (UTC+2)       |         | Relatório | Mhango 71' | Público: 5 000 Árbitro: TUN Med Said Kordi |

| 5 de junho de 2013[h] | Malawi | 0 – 0     | Namíbia | Estádio Kamuzu, Blantyre                     |
| 14:30 (UTC+2)         |        | Relatório |         | Público: 17 000 Árbitro: MLI Koman Coulibaly |

| 5 de junho de 2013[h] | Quénia | 0 – 1     | Nigéria  | Moi International Sports Centre, Nairóbi     |
| 16:00 (UTC+3)         |        | Relatório | Musa 80' | Público: 30 000 Árbitro: CIV Noumandiez Doué |

| 12 de junho de 2013[h] | Malawi                     | 2 – 2     | Quénia                           | Estádio Kamuzu, Blantyre                 |
| 14:30 (UTC+2)          | Ngalande 47' · Ng'ambi 81' | Relatório | Murunga 53' · Chavula 88' (g.c.) | Público: 13 000 Árbitro: COM Ali Adelaïd |

| 12 de junho de 2013[h] | Namíbia      | 1 – 1     | Nigéria      | Estádio Sam Nujoma, Windhoek              |
| 20:00 (UTC+1)          | Kavendji 77' | Relatório | Oboabona 82' | Público: 9 000 Árbitro: ERI Mensur Maeruf |

| 7 de setembro de 2013 | Nigéria                         | 2 – 0     | Malawi | Estádio U. J. Esuene, Calabar                   |
| 16:00 (UTC+1)         | Emenike 45+1' · Moses 50' (pen) | Relatório |        | Público: 8 000 Árbitro: MAD Hamada Nampiandraza |

| 8 de setembro de 2013 | Quénia   | 1 – 0     | Namíbia | Moi International Sports Centre, Nairóbi  |
| 16:00 (UTC+3)         | Owino 6' | Relatório |         | Público: 20 000 Árbitro: EGY Gehad Grisha |

### Grupo G
| Seleção    | Pts | J | V | E | D | GP | GC | SG |
| ---------- | --- | - | - | - | - | -- | -- | -- |
| Egito      | 18  | 6 | 6 | 0 | 0 | 16 | 7  | +9 |
| Guiné      | 10  | 6 | 3 | 1 | 2 | 12 | 8  | +4 |
| Moçambique | 3   | 6 | 0 | 3 | 3 | 2  | 10 | –8 |
| Zimbabwe   | 2   | 6 | 0 | 2 | 4 | 4  | 9  | –5 |

| 1 de junho de 2012 | Egito                     | 2 – 0     | Moçambique | Estádio Borg El Arab, Alexandria           |
| 20:00 (UTC+2)      | Fathallah 55' · Zidan 62' | Relatório |            | Público: 0[i] Árbitro: KEN Sylvester Kirwa |

| 3 de junho de 2012 | Zimbabwe | 0 – 1     | Guiné      | National Sports Stadium, Harare                      |
| 15:00 (UTC+2)      |          | Relatório | Traoré 27' | Público: 30 000 Árbitro: MRI Rajindraparsad Seechurn |

| 10 de junho de 2012 | Moçambique | 0 – 0     | Zimbabwe | Estádio do Zimpeto, Maputo                |
| 15:00 (UTC+2)       |            | Relatório |          | Público: 26 000 Árbitro: UGA Ali Kalyango |

| 10 de junho de 2012 | Guiné                                 | 2 – 3     | Egito                                     | Stade du 28 Septembre, Conacri            |
| 17:00 (UTC+0)       | A. Camara 20' (pen) · A. Bangoura 88' | Relatório | Aboutrika 58', 66' (pen) · M. Salah 90+3' | Público: 14 000 Árbitro: CMR Néant Alioum |

| 24 de março de 2013 | Moçambique | 0 – 0     | Guiné | Estádio do Zimpeto, Maputo                            |
| 15:00 (UTC+2)       |            | Relatório |       | Público: 25 000 Árbitro: SDN Mohamed Hussein El-Fadil |

| 26 de março de 2013 | Egito                              | 2 – 1     | Zimbabwe   | Estádio Borg El Arab, Alexandria           |
| 19:00 (UTC+2)       | Abd Rabo 64' · Aboutrika 88' (pen) | Relatório | Musona 74' | Público: 10 000 Árbitro: SEN Badara Diatta |

| 9 de junho de 2013 | Zimbabwe                 | 2 – 4     | Egito                                 | National Sports Stadium, Harare             |
| 15:00 (UTC+2)      | Musona 21' · Zvasiya 81' | Relatório | Aboutrika 5' · M. Salah 40', 76', 83' | Público: 40 000 Árbitro: GAM Bakary Gassama |

| 9 de junho de 2013 | Guiné                                                              | 6 – 1     | Moçambique          | Stade du 28 Septembre, Conacri            |
| 17:00 (UTC+0)      | Yattara 15', 90' · Diallo 33', 45' (pen) · Traoré 76' · Diarra 81' | Relatório | Domingues 44' (pen) | Público: 14 000 Árbitro: CIV Kouamé N'Dri |

| 16 de junho de 2013 | Moçambique | 0 – 1     | Egito     | Estádio da Machava, Maputo                 |
| 15:00 (UTC+2)       |            | Relatório | Salah 40' | Público: 25 000 Árbitro: ZAM Janny Sikazwe |

| 16 de junho de 2013 | Guiné       | 1 – 0     | Zimbabwe | Stade du 28 Septembre, Conacri                   |
| 17:00 (UTC+0)       | Yattara 37' | Relatório |          | Público: 14 000 Árbitro: MAD Hamada Nampiandraza |

| 8 de setembro de 2013 | Zimbabwe    | 1 – 1     | Moçambique  | Rufaro Stadium, Harare                      |
| 15:00 (UTC+2)         | Mambare 42' | Relatório | Maninho 69' | Público: 7 000 Árbitro: MLI Mahamadou Keita |

| 10 de setembro de 2013 | Egito                                                  | 4 – 2     | Guiné                         | Estádio El Gouna, El Gouna                |
| 16:00 (UTC+2)          | Ghaly 38' · Aboutrika 51' (pen) · Salah 83' · Zaki 86' | Relatório | El-Abd 4' (g.c.) · Soumah 57' | Público: 0[j] Árbitro: ETH Tessema Bamlak |

### Grupo H
| Seleção | Pts | J | V | E | D | GP | GC | SG |
| ------- | --- | - | - | - | - | -- | -- | -- |
| Argélia | 15  | 6 | 5 | 0 | 1 | 13 | 4  | +9 |
| Mali    | 8   | 6 | 2 | 2 | 2 | 7  | 7  | 0  |
| Benim   | 8   | 6 | 2 | 2 | 2 | 8  | 9  | –1 |
| Ruanda  | 2   | 6 | 0 | 2 | 4 | 3  | 11 | –8 |

| 2 de junho de 2012 | Argélia                                       | 4 – 0     | Ruanda | Stade Mustapha Tchaker, Blida               |
| 20:30 (UTC+1)      | Feghouli 26' · Soudani 31', 82' · Slimani 79' | Relatório |        | Público: 20 000 Árbitro: GAM Bakary Gassama |

| 3 de junho de 2012 | Benim          | 1 – 0     | Mali | Stade de l'Amitié, Cotonou                 |
| 16:00 (UTC+1)      | Omotoyossi 18' | Relatório |      | Público: 20 000 Árbitro: ZAM Janny Sikazwe |

| 10 de junho de 2012 | Ruanda     | 1 – 1     | Benim          | Stade Amahoro, Kigali                       |
| 15:30 (UTC+2)       | Bokota 86' | Relatório | Omotoyossi 74' | Público: 15 000 Árbitro: ETH Tessema Bamlak |

| 10 de junho de 2012 | Mali                    | 2 – 1     | Argélia    | Stade du 4-Août, Ouagadougou, Burkina Faso[k] |
| 19:00 (UTC+0)       | N'Diaye 30' · Maïga 81' | Relatório | Slimani 6' | Público: 5 847 Árbitro: RSA Daniel Bennett    |

| 24 de março de 2013 | Ruanda     | 1 – 2     | Mali                        | Stade Amahoro, Kigali                            |
| 15:30 (UTC+2)       | Kagere 36' | Relatório | Samassa 49' · A. Traoré 54' | Público: 10 000 Árbitro: MAD Hamada Nampiandraza |

| 26 de março de 2013 | Argélia                                   | 3 – 1     | Benim       | Stade Mustapha Tchaker, Blida                        |
| 20:30 (UTC+1)       | Feghouli 10' · Taïder 59' · Slimani 90+2' | Relatório | Gestede 26' | Público: 32 000 Árbitro: MRI Rajindraparsad Seechurn |

| 9 de junho de 2013 | Benim       | 1 – 3     | Argélia                       | Stade Charles de Gaulle, Porto-Novo      |
| 16:00 (UTC+1)      | Gestede 31' | Relatório | Slimani 38', 42' · Ghilas 78' | Público: 8 000 Árbitro: CMR Néant Alioum |

| 9 de junho de 2013 | Mali        | 1 – 1     | Ruanda     | Stade du 26 mars, Bamako               |
| 18:00 (UTC+0)      | N'Diaye 78' | Relatório | Kagere 33' | Público: 30 000 Árbitro: TUN Med Kordi |

| 16 de junho de 2013 | Ruanda | 0 – 1     | Argélia    | Stade Amahoro, Kigali                       |
| 15:30 (UTC+2)       |        | Relatório | Taïder 51' | Público: 15 000 Árbitro: GUI Yakhouba Keita |

| 16 de junho de 2013 | Mali                      | 2 – 2     | Benim                         | Stade du 26 mars, Bamako                        |
| 18:00 (UTC+0)       | Samassa 14' · Diabaté 69' | Relatório | Sessègnon 7' · Omotoyossi 31' | Público: 30 000 Árbitro: MAR Bouchaib El Ahrach |

| 8 de setembro de 2013 | Benim                     | 2 – 0     | Ruanda | Stade Charles de Gaulle, Porto-Novo             |
| 16:00 (UTC+1)         | Poté 36' · Babatounde 53' | Relatório |        | Público: 16 872 Árbitro: GUI Aboubacar Bangoura |

| 10 de setembro de 2013 | Argélia     | 1 – 0     | Mali | Stade Mustapha Tchaker, Blida                   |
| 20:30 (UTC+1)          | Soudani 50' | Relatório |      | Público: 23 500 Árbitro: GAB Eric Otogo-Castane |

### Grupo I
| Seleção  | Pts | J | V | E | D | GP | GC | SG |
| -------- | --- | - | - | - | - | -- | -- | -- |
| Camarões | 13  | 6 | 4 | 1 | 1 | 8  | 3  | +5 |
| Líbia    | 9   | 6 | 2 | 3 | 1 | 5  | 3  | +2 |
| RD Congo | 6   | 6 | 1 | 3 | 2 | 3  | 3  | 0  |
| Togo     | 4   | 6 | 1 | 1 | 4 | 4  | 11 | –7 |

| 2 de junho de 2012 | Camarões                | 1 – 0     | RD Congo | Estádio Ahmadou Ahidjo, Yaoundé             |
| 15:30 (UTC+1)      | Choupo-Moting 54' (pen) | Relatório |          | Público: 10 000 Árbitro: RSA Daniel Bennett |

| 3 de junho de 2012 | Togo       | 1 – 1     | Líbia     | Stade de Kégué, Lomé                         |
| 15:30 (UTC+0)      | Damessi 8' | Relatório | Zuway 16' | Público: 15 000 Árbitro: MLI Koman Coulibaly |

| 10 de junho de 2012 | RD Congo                      | 2 – 0     | Togo | Stade des Martyrs, Kinshasa                 |
| 15:30 (UTC+1)       | Mputu 23' · Mbokani 81' (pen) | Relatório |      | Público: 50 000 Árbitro: EGY Mohamed Farouk |

| 10 de junho de 2012 | Líbia                    | 2 – 1     | Camarões          | Stade Taïeb Mhiri, Sfax, Tunísia[l]       |
| 17:00 (UTC+2)       | Zuway 6' · Ahniash 90+3' | Relatório | Choupo-Moting 15' | Público: 1 000 Árbitro: ERI Mensur Maeruf |

| 23 de março de 2013 | Camarões             | 2 – 1     | Togo       | Estádio Ahmadou Ahidjo, Yaoundé              |
| 15:30 (UTC+1)       | Eto'o 41' (pen), 82' | Relatório | Wome 45+1' | Público: 30 000 Árbitro: ALG Djamel Haimoudi |

| 24 de março de 2013 | RD Congo | 0 – 0     | Líbia | Stade des Martyrs, Kinshasa                 |
| 15:30 (UTC+1)       |          | Relatório |       | Público: 53 500 Árbitro: GHA William Agbovi |

| 7 de junho de 2013 | Líbia | 0 – 0     | RD Congo | Estádio 11 de Junho, Trípoli              |
| 17:30 (UTC+2)      |       | Relatório |          | Público: 35 000 Árbitro: BOT Joshua Bondo |

| 9 de junho de 2013 | Togo                     | 0 – 3[m]  | Camarões | Stade de Kégué, Lomé                                 |
| 15:30 (UTC+0)      | Amewou 31' · Atakora 71' | Relatório |          | Público: 20 000 Árbitro: MRI Rajindraparsad Seechurn |

| 14 de junho de 2013 | Líbia                                 | 2 – 0     | Togo | Estádio 11 de Junho, Trípoli[n]              |
| 18:00 (UTC+2)       | Al Badri 7' (pen) · Amewou 17' (g.c.) | Relatório |      | Público: 40 000 Árbitro: ALG Mohamed Benouza |

| 16 de junho de 2013 | RD Congo | 0 – 0     | Camarões | Stade des Martyrs, Kinshasa                |
| 15:30 (UTC+1)       |          | Relatório |          | Público: 80 000 Árbitro: SEN Badara Diatta |

| 8 de setembro de 2013 | Camarões    | 1 – 0     | Líbia | Estádio Ahmadou Ahidjo, Yaoundé              |
| 15:30 (UTC+1)         | Chedjou 41' | Relatório |       | Público: 35 000 Árbitro: CIV Noumandiez Doué |

| 8 de setembro de 2013 | Togo                          | 2 – 1     | RD Congo   | Stade de Kégué, Lomé                            |
| 15:30 (UTC+0)         | Atakora 35' · Aloenouvo 90+3' | Relatório | Ebunga 81' | Público: 16 000 Árbitro: MAR Bouchaib El Ahrach |

### Grupo J
| Seleção | Pts | J | V | E | D | GP | GC | SG |
| ------- | --- | - | - | - | - | -- | -- | -- |
| Senegal | 12  | 6 | 3 | 3 | 0 | 9  | 4  | +5 |
| Uganda  | 8   | 6 | 2 | 2 | 2 | 5  | 6  | –1 |
| Angola  | 7   | 6 | 1 | 4 | 1 | 8  | 6  | +2 |
| Libéria | 4   | 6 | 1 | 1 | 4 | 4  | 10 | –6 |

| 2 de junho de 2012 | Senegal                           | 3 – 1     | Libéria | Estádio Léopold Sédar Senghor, Dakar         |
| 18:00 (UTC+0)      | Baldé 33' · N'Doye 71' · Mané 83' | Relatório | Doe 15' | Público: 15 000 Árbitro: CIV Noumandiez Doué |

| 3 de junho de 2012 | Angola    | 1 – 1     | Uganda   | Estádio 11 de Novembro, Luanda            |
| 16:00 (UTC+1)      | Djalma 7' | Relatório | Okwi 88' | Público: 48 000 Árbitro: EGY Gehad Grisha |

| 9 de junho de 2012 | Uganda        | 1 – 1     | Senegal   | Estádio Nacional Nelson Mandela, Kampala     |
| 16:00 (UTC+3)      | Walusimbi 87' | Relatório | Cissé 37' | Público: 30 000 Árbitro: ALG Mohamed Benouza |

| 10 de junho de 2012 | Libéria | 0 – 0     | Angola | Estádio Antoinette Tubman, Monróvia         |
| 16:00 (UTC+0)       |         | Relatório |        | Público: 15 000 Árbitro: MTN Ali Lemghaifry |

| 23 de março de 2013 | Senegal | 1 – 1     | Angola    | Stade du 28 Septembre, Conacri, Guiné[o]  |
| 17:00 (UTC+0)       | Sow 40' | Relatório | Amaro 75' | Público: 13 500 Árbitro: CMR Néant Alioum |

| 24 de março de 2013 | Libéria               | 2 – 0     | Uganda | Complexo Esportivo Samuel Kanyon Doe, Paynesville |
| 16:00 (UTC+0)       | Wleh 32' · Laffor 50' | Relatório |        | Público: 25 000 Árbitro: EGY Mohamed Farouk       |

| 8 de junho de 2013 | Uganda     | 1 – 0     | Libéria | Estádio Nacional Nelson Mandela, Kampala |
| 16:00 (UTC+3)      | Mawejje 4' | Relatório |         | Público: 8 400 Árbitro: CHA Adam Cordier |

| 8 de junho de 2013 | Angola        | 1 – 1     | Senegal   | Estádio 11 de Novembro, Luanda               |
| 16:00 (UTC+1)      | Guilherme 51' | Relatório | Cissé 23' | Público: 40 000 Árbitro: SEY Bernard Camille |

| 15 de junho de 2013 | Uganda                 | 2 – 1     | Angola  | Estádio Nacional Nelson Mandela, Kampala    |
| 16:00 (UTC+3)       | Okwi 83' · Mawejje 89' | Relatório | Job 57' | Público: 40 000 Árbitro: MAR Rédouane Jiyed |

| 16 de junho de 2013 | Libéria | 0 – 2     | Senegal              | Estádio Antoinette Tubman, Monróvia        |
| 16:00 (UTC+0)       |         | Relatório | Cissé 18' (pen), 53' | Público: 35 000 Árbitro: KEN Davies Omweno |

| 7 de setembro de 2013 | Angola                                               | 4 – 1     | Libéria      | Estádio Nacional da Tundavala, Lubango  |
| 16:00 (UTC+1)         | Guedes 2' · Mabululo 48' · Guilherme 61' · Abdul 64' | Relatório | Macauley 79' | Público: 3 000 Árbitro: TUN Slim Jedidi |

| 7 de setembro de 2013 | Senegal  | 1 – 0     | Uganda | Stade de Marrakech, Marrakech, Marrocos[o] |
| 21:00 (UTC+1)         | Mané 85' | Relatório |        | Público: 2 000 Árbitro: RSA Daniel Bennett |